# 何壽章
何壽章（?—?），浙江省紹興府山陰縣人，清朝政治人物、同進士出身。
光緒二十九年（1903年），参加光緒癸卯科殿試，登進士三甲第74名。同年閏五月，授候補同知。